# Hayden Software
Hayden Software est une filiale de la société Hayden Publishing dédiée à l’édition de logiciels et de jeux vidéo. Elle trouve son origine dans une autre filiale du groupe – Hayden Books – spécialisée dans l’édition de livres et de magazines d’informatique. Dès sa création en 1979, Hayden Books s’implique également dans l’édition de logiciels sur ordinateur avec notamment la publication des programmes d’échec Sargon et Sargon II,. En janvier 1982, cette division logiciel devient une filiale indépendante baptisée Hayden Software, présidée par Oscar Ray Rodriguez et basée à Lowell dans le Massachusetts,. La société publie initialement des logiciels pour l’Apple II, Atari 8-bit et le Commodore 64 mais, malgré le succès de titre comme Sargon III (1983), elle ne génère pas suffisamment de revenues. Elle se lance alors sur le marché de l’IBM PC avec des titres comme Pie Writer, Hayden Writer et Hayden Spell mais leurs ventes restent insuffisantes. En juin 1984, la société change donc radicalement de stratégie et décide de se consacrer uniquement au marché des logiciels dédiés au Macintosh. Bruce Twickler remplace alors Oscar Ray Rodriguez au poste de directeur de l’entreprise.

## Produits
| Année | Titre               | Développeur            | Genre                  | Plate-forme                                 |
| ----- | ------------------- | ---------------------- | ---------------------- | ------------------------------------------- |
| 1979  | Sargon II           | Dan et Kathe Spracklen | Programme d'échecs     | TRS-80 – Apple II, Atari 8-bit, C64, VIC-20 |
|       |                     |                        |                        |                                             |
| 1981  | Blitzkrieg          |                        | Shoot 'em up           | Apple II                                    |
| 1981  | Blackjack Master    | Norman Wazaney         | Jeu de cartes          | TRS-80                                      |
| 1981  | Reversal            | Dan et Kathe Spracklen | Jeu vidéo de réflexion | Apple II                                    |
|       |                     |                        |                        |                                             |
| 1982  | Bellhop (Bagagiste) | John Van Ryzin         | Jeu de plates-formes   | Apple II                                    |
| 1982  | Bulldog Pinball     |                        |                        | Apple II                                    |
| 1982  | Crime Stopper       |                        | Jeu d'aventure         | Apple II                                    |
| 1982  | Crystal Caverns     | Daniel Kitchen         | Jeu d'aventure         | Apple II – Commodore 64                     |
| 1982  | Final Conflict      | Tom Cleaver            | Jeu vidéo de stratégie | Apple II – Atari 8-bit                      |
| 1982  | Go                  |                        | Jeu vidéo de go        | Apple II                                    |
| 1982  | Kamikaze            | John Van Ryzin         | Shoot 'em up           | Apple II                                    |
| 1982  | King Cribbage       |                        | Jeu de cartes          | Apple II                                    |
| 1982  | Klondike 2000       |                        |                        | Apple II                                    |
| 1982  | Laser Bounce        | Kevin Kalkut           | Jeu d'action           | Apple II                                    |
| 1982  | Microscopic Journey |                        | Jeu éducatif           | Apple II                                    |
| 1982  | Shuttle Intercept   | John Van Ryzin         | Shoot 'em up           | Apple II                                    |
| 1982  | Star Traders        |                        | Jeu de simulation      | Apple II                                    |
| 1982  | Wargle              |                        | Jeu de labyrinthe      | Apple II                                    |
|       |                     |                        |                        |                                             |
| 1983  | Sargon III          | Dan et Kathe Spracklen | Programme d'échecs     | Apple II - Atari 8-bit, C64, IBM PC         |